# Tešanovski potok
Téšanovski potok (v zgornjem toku tudi Sukičev potok) je levi pritok Lipnice v ravninskem delu Prekmurja. Izvira na gozdnatem območju Mejalovci v osrednjem delu Goričkega južno od vasi Fokovci in teče po mokrotni, večinoma gozdnati dolini proti jugu. Severovzhodno od Tešanovec vstopi v ravnino in teče tik vzhodno od vasi do izliva v Lipnico.
V gričevnatem delu teče po vijugasti, gosto obraščeni naravni strugi, obdani z mokrotnimi logi, v ravninskem delu vse do izliva po umetnem kanalu brez obvodnega rastja.